# Giuseppe Battaglini

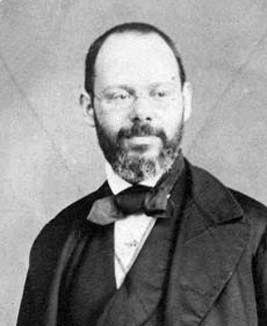
Giuseppe Battaglini

Giuseppe Battaglini (* 11. Januar 1826 in Neapel; † 29. April 1894 ebenda) war ein italienischer Mathematiker.

## Leben
Battaglini studierte 1844 bis 1848 an einer Ingenieursschule in Neapel (Scuola di Ponti e Strade). Danach war er am Observatorium von Capodimonte bei Neapel und begann mathematische Arbeiten zu veröffentlichen. Einen offiziellen Posten erhielt er aus politischen Gründen erst nach der Gründung des Königreichs Italien und dem Ende des Königreichs Neapel 1860. In diesem Jahr wurde er Professor für höhere Geometrie an der Universität Neapel. Bald nach der Eingliederung Roms in den italienischen Staat wurde er dort 1872 Professor. Er war 1873/74 Rektor der Universität Rom und wurde dort 1884 aus Gesundheitsgründen emeritiert. Danach ging er wieder nach Neapel und blieb wissenschaftlich in Veröffentlichungen aktiv.
Er befasste sich vor allem mit Geometrie, hielt aber in Rom auch Vorlesungen über Gruppentheorie.
Er war Mitglied der Accademia dei Lincei, der Akademie der Wissenschaften in Palermo, Neapel und der Lombardische Akademie der Wissenschaften (Istituto Lombardo). 1882 erhielt er den Mathematik-Preis der Accademia dei XL.
Zu seinen Doktoranden und Schülern zählen Giovanni Frattini, Alfredo Capelli, Enrico d’Ovidio und Riccardo de Paolis.
1863 war er einer der Gründer des Giornale di matematiche, dessen Herausgeber er bis zu seinem Tod war. Er veröffentlichte darin unter anderem über Nichteuklidische Geometrie, auch Übersetzungen von Nikolai Iwanowitsch Lobatschewski (1867) und Janos Bolyai (1868), und trug so zur Verbreitung der Ideen der nichteuklidischen Geometrie in Italien bei.
Am 2. Februar 1999 wurde der Asteroid (8155) Battaglini nach ihm benannt.